# Màquina escurabutxaques

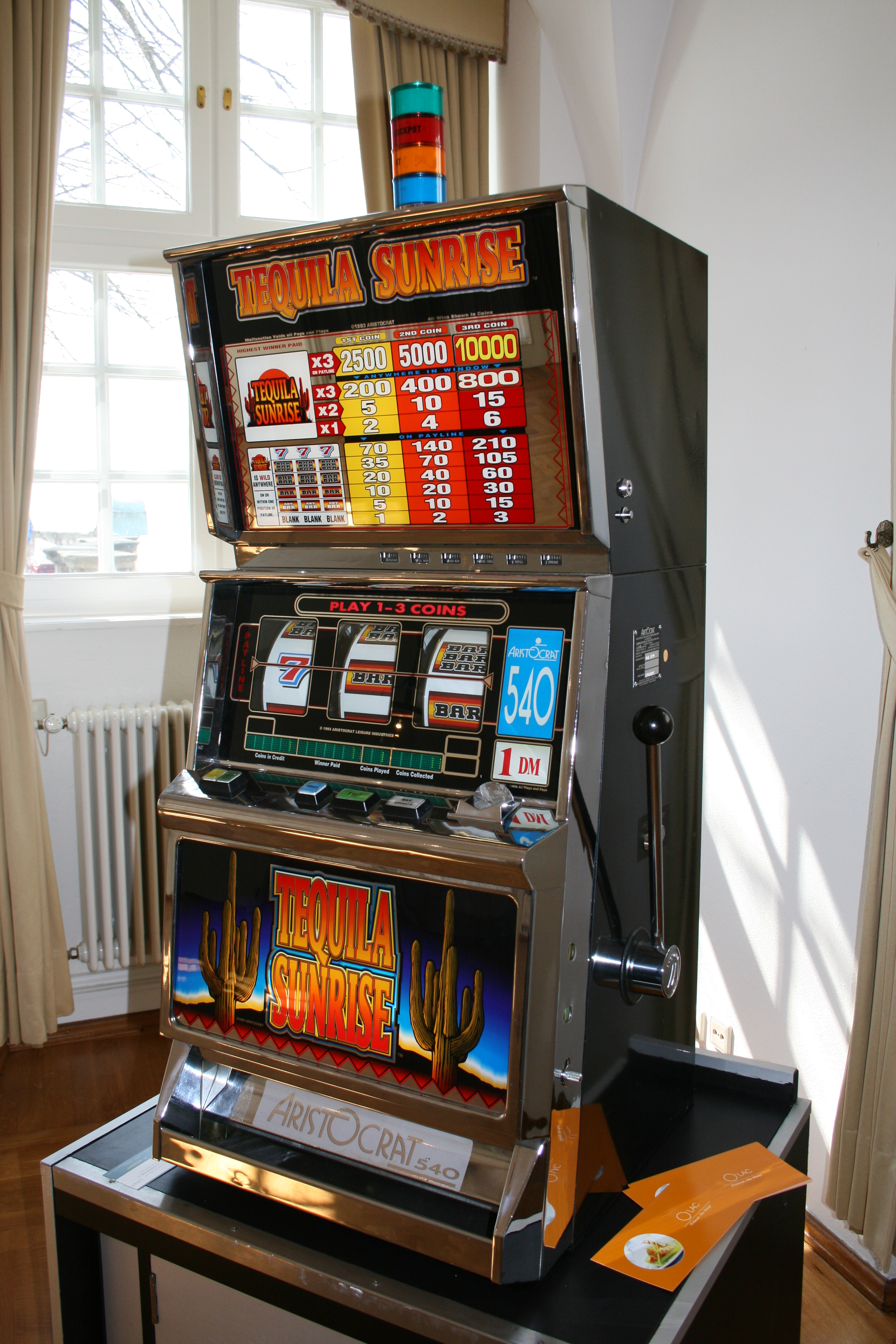
Tequila sunrise

Les màquines escurabutxaques són uns aparells automàtics concebuts per a oferir jocs d'aposta sense la intervenció d'un empleat. Aquests dispositius poden ser mecànics, electrònics o digitals. El joc consisteix a introduir una moneda en la màquina amb l'esperança que surti una combinació guanyadora, i obtenir un premi en metàl·lic que la mateixa màquina proporciona.

## Tipologia
Existeixen dues tipologies diferents de màquines:
- Màquines d'atzar (tipus C). Són un joc, el resultat del qual depèn únicament de l'atzar. A Catalunya, aquestes màquines estan restringides als casinos de joc.
- Màquines recreatives amb premi (tipus B). Aquestes màquines no són d'atzar, i els premis poden dependre de l'habilitat del jugador, o estan programats en la memòria de la màquina, de manera que al final d'una seqüència de jugades, aquesta ha de tornar, com a mínim, el 70% dels diners recaptats.[1] Aquest tipus de màquines són habituals en salons recreatius, bars i cafeteries. El volum de diners jugats en aquests tipus de màquines, durant l'any 2008, representa el 44,87% de la despesa total feta en els diferents jocs que ofereix la indústria del joc en el conjunt de l'estat espanyol.[2]

Les màquines recreatives (tipus A) no són jocs d'aposta i, per tant, no són considerades com màquines escurabutxaques.
Les escurabutxaques més comunes són les de fruites, en les que uns corrons giratoris s'aturen per formar una combinació de símbols. Però hi ha altres modalitats de jocs com, per exemple, el video-pòquer, o les màquines tipus grua.

## Història
El precedent de les màquines escurabutxaques eren els trade stimulators, uns jocs mecànics que estaven a les barres dels bars dels Estats Units d'Amèrica, i que s'inspiraven en jocs de ruleta, daus o naips. Els jugadors introduïen les monedes del canvi, i si guanyaven la partida el cambrer els obsequiava amb una consumició gratuïta. Posteriorment, un immigrant alemany, Gustav Schultze, l'any 1894, va inventar una màquina de ruleta, que era capaç de pagar automàticament els premis. Un any més tard, un altre immigrant alemany, Charles Fey, va crear la primera màquina de corrons.
Immediatament, les màquines escurabutxaques es van estendre pel continent europeu. Alguns inventors locals van copiar els models americans, i van explotar el negoci a casa. A Catalunya, també es va introduir aquest joc des de finals del segle xix. Però la llei anti-joc espanyola va fer que les màquines escurabutxaques entressin a formar part de la llista dels jocs prohibits l'any 1913. Malgrat la prohibició, les escurabutxaques van seguir funcionant de forma clandestina fins a l'aprovació del reglament de les màquines recreatives i d'atzar, l'any 1979, per Rodolfo Martín Villa.

## Tecnologia

### Tambors
Històricament, totes les màquines escurabutxaques utilitzaven tambors mecànics giratoris per mostrar i determinar els resultats. Encara que la màquina escurabutxaques original utilitzava cinc tambors, les màquines amb tres tambors, més senzilles i per tant més fiables, ràpidament es van convertir en l'estàndard.

### Computarització
Gràcies a la proliferació de microprocessadors, els ordinadors en les màquines escurabutxaques modernes permeten als fabricants assignar probabilitats diferents a cada símbol de cada tambor. A l'usuari li pot semblar que el símbol guanyador estava "tan a prop", encara que en realitat la probabilitat sigui molt més baixa.

### Màquines connectades
Algunes varietats de màquines escurabutxaques poden estar connectades en un sistema, de vegades anomenat "joc comunitari". La forma més simple d'aquest sistema inclou jackpots progressius, que es distribueixen entre un grup de màquines, però poden incloure bonificacions multijugador i altres funcions.

### Percentatge de pagaments
Les màquines escurabutxaques estan generalment programades per pagar entre el 0% i el 99% dels diners guanyats. Això s’anomena "percentatge teòric de pagaments" o RTP, "retorn al jugador". El percentatge teòric mínim de pagaments varia segons la jurisdicció i generalment és establert per llei o reglament.
El percentatge teòric de pagaments en una màquina escurabutxaques s’estableix a la fàbrica en escriure el programari. Per canviar el percentatge de pagaments després de la instal·lació de la màquina escurabutxaques en el camp de joc cal un reemplaçament físic del programari o del firmware, que normalment s'emmagatzemen en una memòria no volàtil, però que poden ser carregats a la memòria amb accés aleatori no volàtil (NVRAM) o fins i tot emmagatzemats en un CD-ROM o DVD, depenent de les capacitats de la màquina i de les normes aplicables.